# Schwenningen
Schwenningen é um município da Alemanha, localizado no distrito de Dillingen, no estado de Baviera.